# John Wallis
John Wallis (Ashford, 23 novembre 1616 – Oxford, 28 ottobre 1703) è stato un presbitero e matematico inglese.
Wallis ha contribuito allo sviluppo del calcolo infinitesimale. Tra il 1643 e il 1689 è stato capo crittografo del Parlamento del Regno Unito e successivamente della corte reale inglese. A lui si attribuisce anche l'introduzione del simbolo ∞ che denota il concetto matematico di infinito.

## Biografia

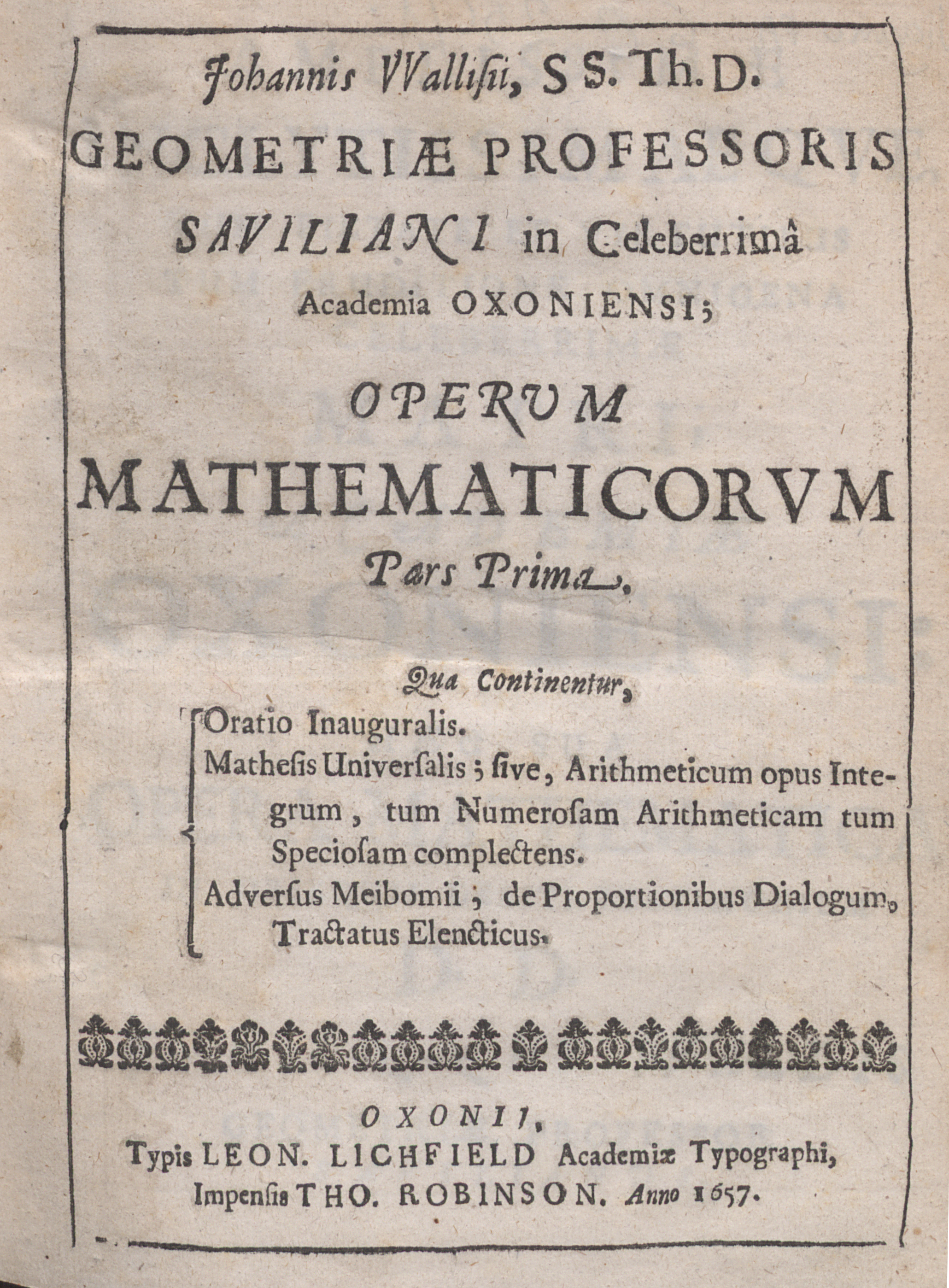
Opera mathematica, 1657

John Wallis nacque ad Ashford nel Kent, il 23 novembre 1616, terzo di cinque figli del reverendo John Wallis (1567-1622) e di Joanna Chapman (1580-1643). Fu inizialmente istruito in una scuola di Ashford, ma si trasferì alla scuola di grammatica James Movat a Tenterden nel 1625 a seguito dello scoppio della peste. Wallis iniziò a studiare matematica nel 1631, alla scuola Martin Holbeach di Felsted; gli piacque la materia, ma il suo studio era non convenzionale: «la matematica, ai nostri tempi, non era tanto considerata sotto l'aspetto accademico, ma piuttosto sotto quello operativo».
Volendolo far diventare un medico, nel 1632 venne mandato presso l'Emmanuel College di Cambridge, un college fondato specificamente per l'istruzione degli ecclesiastici puritani. Lì tenne un discorso sulla dottrina della circolazione del sangue di William Harvey; fu quella la prima occasione in Europa in cui questa teoria venne pubblicamente discussa in un confronto. Comunque, il suo principale interesse rimase la matematica. Ricevette il diploma di arte nel 1637 e conseguì un Master nel 1640, dopo aver preso i voti. Wallis fu insignito di una borsa di studio al Queens' College di Cambridge nel 1644, alla quale dovette rinunciare a seguito del suo matrimonio con Susanna Glyde (1622-1686), avvenuto il 14 marzo 1645.
In tutto questo tempo, Wallis aveva aderito al partito dei puritani, al quale egli diede grande contributo decifrando i messaggi della monarchia. La qualità della crittografia a quel tempo era di vario tipo; nonostante i successi individuali di matematici come François Viète, la teoria che sta alla base dei codici cifrati e della loro analisi era poco compresa. La maggior parte dei metodi per codificare i messaggi era realizzata ad hoc e si basava su di un algoritmo segreto, in opposizione ai sistemi basati su di una chiave variabile. Wallis comprese che i secondi erano di gran lunga più sicuri dei primi. Egli li ritenne "infrangibili", sebbene non fosse così fiducioso in questa asserzione da incoraggiare la decodifica di algoritmi crittografici. Egli si preoccupò dell'uso dei messaggi cifrati da parte di nazioni straniere; rifiutò, ad esempio, la richiesta fattagli da Gottfried Leibniz nel 1697 di insegnare la crittografia agli studenti di Hannover.
Tornato a Londra, venne nominato cappellano della chiesa di San Gabriele nel 1643; Wallis si unì al gruppo di scienziati che sarebbe poi diventato la Royal Society. Fu finalmente capace di appagare i suoi interessi matematici, acquisendo la padronanza del testo di William Oughtred Clavis Mathematicae in solo poche settimane, nel 1647. Egli cominciò presto a scrivere i suoi trattati, che riguardavano una vasta serie di tematiche: in tutta la sua vita, Wallis diede contributi significativi alla trigonometria, al calcolo, alla geometria, e all'analisi delle serie infinite.
John Wallis si unì ai presbiteriani moderati nel firmare la rimostranza contro l'esecuzione di Carlo I, che gli costò la duratura ostilità degli independentisti. Nonostante la loro opposizione, nel 1649 venne nominato per la Cattedra Saviliana di Geometria all'Università di Oxford, dove visse fino alla morte, avvenuta il 28 ottobre del 1703. Oltre ai suoi lavori matematici, scrisse di teologia, logica, grammatica inglese e filosofia; fu il primo ad ideare un sistema per insegnare ai sordomuti (a proposito è stato scritto un libro intitolato "Teaching Language to a Boy Born Deaf").

## Matematica

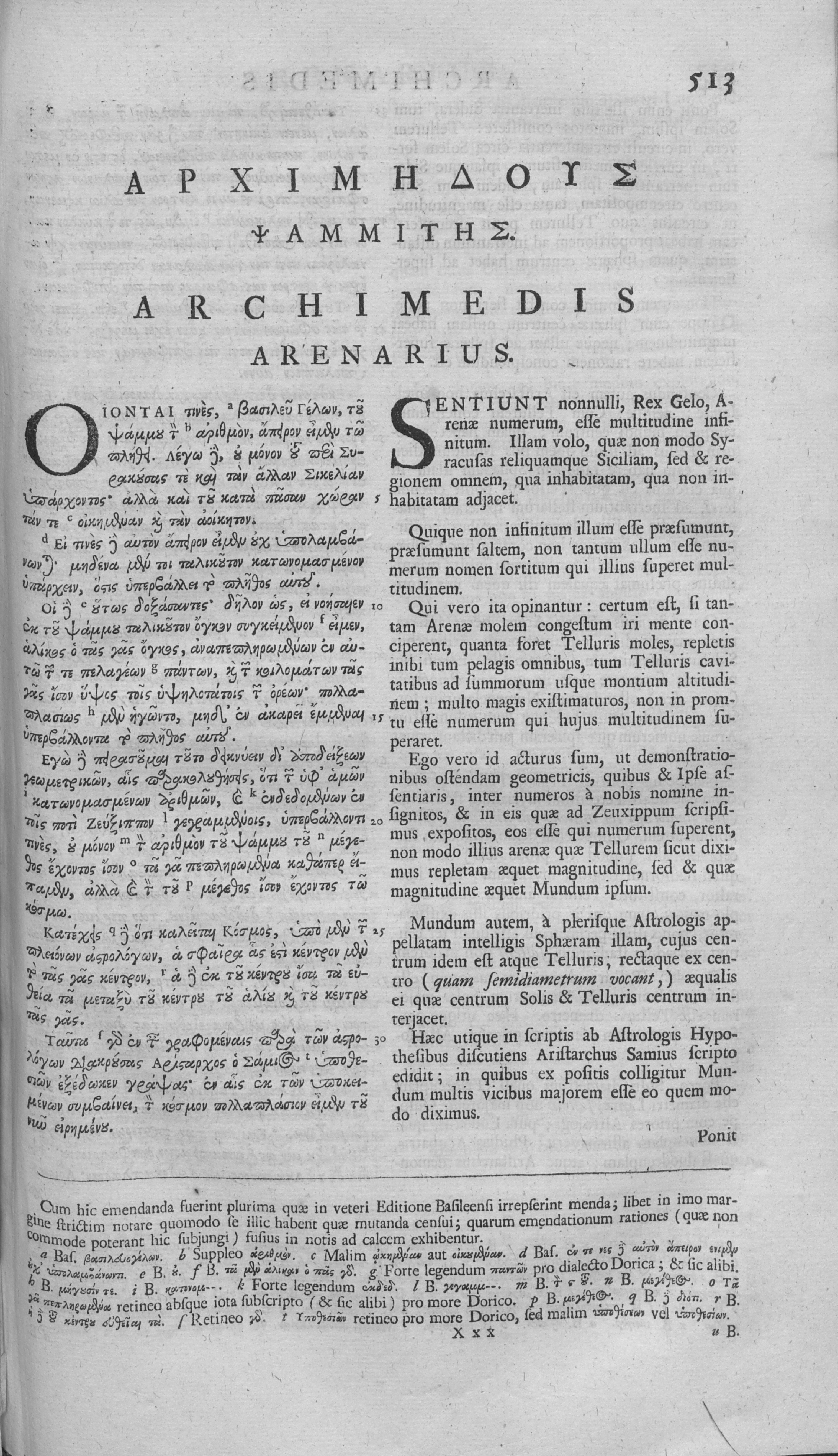
Opera mathematica, 1699

Nel 1655 Wallis pubblicò un trattato sulle sezioni coniche, in cui esse vennero definite analiticamente. Questo è il primo libro nel quale queste curve vengono considerate e definite come curve di secondo grado. Ciò contribuì a rimuovere alcune delle comprensibili difficoltà e alcuni dei punti oscuri del lavoro di René Descartes sulla geometria analitica.
Nel 1656 venne pubblicata l'opera più importante di Wallis, Arithmetica Infinitorum. In questo trattato furono sistematizzati ed estesi i metodi dell'analisi di Cartesio e di Cavalieri, ma alcuni concetti rimanevano aperti alla critica. Egli iniziò, dopo una breve trattazione delle sezioni coniche, sviluppando la notazione standard per le potenze, estendendole dai numeri interi positivi ai numeri razionali:
- {\displaystyle x^{0}=1}, {\displaystyle x^{-1}=1/x}, {\displaystyle x^{-2}=1/x^{2}}, ecc.
- {\displaystyle x^{1/2}=}radice quadrata di {\displaystyle x}, {\displaystyle x^{2/3}=}radice cubica di {\displaystyle x^{2}}, ecc.
- {\displaystyle x^{1/n}=}n-sima radice di {\displaystyle x}.
- {\displaystyle x^{p/q}=}q-sima radice di {\displaystyle x^{p}}.

Tralasciando le numerose applicazioni algebriche di questa scoperta, egli proseguì cercando, tramite integrazione, l'area racchiusa tra la curva y = xm, l'asse x , ed ogni ascissa x = h, e dimostrò che il rapporto tra quest'area e quella del parallelogramma sulla stessa base e avente stessa altezza è 1/( m +1). Egli assunse che lo stesso risultato sarebbe stato valido anche per la curva y = axm, dove a è una costante, e  m  un numero positivo o negativo; ma discusse solamente il caso della parabola, in cui m = 2, e dell'iperbole, in cui m = −1. Nell'ultimo caso, la sua interpretazione del risultato è errata.
Egli mostrò poi che risultati simili possono essere scritti per tutte le curve della forma:
{\displaystyle y=\sum _{m}^{}ax^{m}}
e quindi che, se l'ordinata y di una curva può essere sviluppata in potenza di x, la sua area può essere calcolata: perciò affermò che se l'equazione della curva fosse y = x0 + x1 + x2 + ..., la sua area varrebbe x + x2/2 + x3/3 + ... Egli applicò quindi ciò alla quadratura delle curve y = (1 − x2)0, y = (1 − x2)1, y = (1 − x2)2, ecc., nell'intervallo di estremi x = 0 e x = 1. Mostrò che quelle aree valgono rispettivamente{\displaystyle {\begin{matrix}1\end{matrix}}}, {\displaystyle {\begin{matrix}{\frac {1}{6}}\end{matrix}}}, {\displaystyle {\begin{matrix}{\frac {1}{30}}\end{matrix}}}, {\displaystyle {\begin{matrix}{\frac {1}{140}}\end{matrix}}}, ecc. Considerò poi curve della forma y = x1/m ed enunciò il teorema secondo il quale l'area compresa tra questa curva e le rette x = 0 e x = 1 è uguale all'area del rettangolo costruito sulla stessa base e avente la stessa altezza di m : m + 1. Ciò equivale a calcolare:
{\displaystyle \int _{0}^{1}x^{1/m}\,dx}
Egli illustrò ciò con la parabola, nel qual caso è m = 2. Affermò, ma non dimostrò, il risultato corrispondente per una curva della forma y = xp/q.
Wallis mostrò una considerevole ingegnosità nel ridurre le equazioni di curve alle forme date sopra, ma, essendo lui poco pratico con il teorema binomiale, non poté effettuare la quadratura del cerchio, la cui equazione è:
{\displaystyle y={\sqrt {1-x^{2}}}}, poiché non era in grado di sviluppare questo in potenze di x. Egli formulò, comunque, il principio di interpolazione. Visto che, siccome l'ordinata del cerchio {\displaystyle y={\sqrt {1-x^{2}}}} è la media geometrica tra le ordinate delle curve {\displaystyle y=(1-x^{2})^{0}} e {\displaystyle y=(1-x^{2})^{1}}, si può supporre che, come approssimazione, l'area del semicerchio {\displaystyle \int _{0}^{1}{\sqrt {1-x^{2}}}\,dx} che è  {\displaystyle {\begin{matrix}{\frac {1}{4}}\end{matrix}}\pi } possa essere ottenuta come media geometrica tra i valori di:
{\displaystyle \int _{0}^{1}(1-x^{2})^{0}\,dx} e {\displaystyle \int _{0}^{1}(1-x^{2})^{1}\,dx}
che sono 1 e {\displaystyle {\begin{matrix}{\frac {2}{3}}\end{matrix}}}; ciò equivale a prendere {\displaystyle 4{\sqrt {\begin{matrix}{\frac {2}{3}}\end{matrix}}}} o 3.26... come valore di π. Ma Wallis dissentì. Abbiamo infatti una serie {\displaystyle 1,{\begin{matrix}{\frac {1}{6}}\end{matrix}},{\begin{matrix}{\frac {1}{30}}\end{matrix}},{\begin{matrix}{\frac {1}{140}}\end{matrix}},}... e quindi il termine interpolato tra 1 e {\displaystyle {\begin{matrix}{\frac {1}{6}}\end{matrix}}} deve essere scelto in modo tale da ottenere la legge di questa serie. Ciò, tramite un metodo elaborato, che non viene qui descritto in dettaglio, porta ad un valore del termine interpolato che è equivalente a considerare:
{\displaystyle {\frac {\pi }{2}}={\frac {2\cdot 2\cdot 4\cdot 4\cdot 6\cdot 6\cdot 8\cdot 8}{1\cdot 3\cdot 3\cdot 5\cdot 5\cdot 7\cdot 7\cdot 9}}\cdots },
che è conosciuto come il prodotto di Wallis.
In questo lavoro vengono discussi anche lo sviluppo e le proprietà delle frazioni continue, argomento messo in risalto dall'utilizzo di questo tipo di frazioni ad opera di William Brouncker.
Alcuni anni più tardi, nel 1659, Wallis pubblicò un trattato contenente la soluzione dei problemi sulla cicloide proposti da Blaise Pascal. All'interno del trattato egli spiegò incidentalmente come i principi da lui formulati nell’Arithmetica Infinitorum potessero essere usati per la rettificabilità di curve algebriche; e diede una soluzione al problema di rettificare (cioè di trovare la lunghezza) la parabola semi-cubica x3 = ay2 che era stata scoperta nel 1657 dal suo alunno William Neile (1637-1670). Poiché tutti i tentativi di rettificare l'ellisse e l'iperbole erano stati (necessariamente) inefficaci, si era supposto che nessuna curva potesse essere rettificata, come Descartes aveva asserito. La spirale logaritmica era stata rettificata da Evangelista Torricelli, ed era la prima linea curva (oltre al cerchio) la cui lunghezza era stata determinata, ma l'estensione di Neil e Wallis alle curve algebriche era romanzo. La cicloide fu la successiva curva ad essere rettificata; questo fu fatto da Christopher Wren nel 1658.
Agli inizi del 1658 una scoperta simile, indipendente da quella di Neil, venne fatta da Hendrik van Heuraet (1633-1660), e fu pubblicata da Frans van Schooten nella sua edizione della Geometria di Cartesio, nel 1659. Il metodo di Van Heuraet è il seguente: egli considerò la curva riferita agli assi ortogonali; supponiamo inoltre che (x, y) siano le coordinate di un punto su di essa, n sia la normale, e (x,η) siano le coordinate di un altro punto preso in maniera tale che sia η : h = n : y, dove h è una costante; se ds è l'elemento della lunghezza della curva richiesta, noi abbiamo da triangoli simili che ds : dx = n : y. Perciò  h ds = η dx. Quindi se l'area della posizione del punto (x, η) può essere trovata, la prima curva può essere rettificata. Così Van Heuraët effettuò la rettificazione della curva y3 = ax2  ma aggiunse che la rettificazione della parabola y2 = ax è impossibile, poiché richiede la quadratura dell'iperbole. Le soluzioni date da Neil e Wallis sono piuttosto simili a quella di Van Heuraet, sebbene non enunci nessuna regola generale e l'analisi sia rozza. Un terzo metodo fu suggerito da Fermat nel 1660, ma risulta piuttosto inelegante e laborioso.
La teoria della collisione dei corpi fu proposta dalla Royal Society nel 1668 all'attenzione dei matematici. Wallis, Christopher Wren e Christiaan Huygens spedirono soluzioni corrette e simili, tutte dipendenti da quella che oggi è chiamata la conservazione della quantità di moto; ma, mentre Wren e Huygens confinarono la loro teoria a corpi perfettamente elastici, Wallis considerò anche quelli non perfettamente elastici. Ciò fu seguito nel 1669 da un lavoro sulla statica (baricentri), e nel 1670 da un lavoro sulla dinamica: questi offrirono una sintesi conveniente di quello che fu conosciuto poi sull'argomento.
Nel 1685 Wallis pubblicò l'Algebra, preceduta da un resoconto storico sullo sviluppo dell'argomento, contenente molte informazioni preziose. La seconda edizione, edita nel 1693 e che andò a formare il secondo volume della sua Opera , venne notevolmente ampliata. Questa algebra è notevole poiché contiene il primo uso sistematico di formule. Una magnitudine determinata è rappresentata dal rapporto numerico che nasce all'unità dello stesso genere di magnitudine: così, quando Wallis volle comparare due lunghezze, considerò che ognuna contenesse molte unità di lunghezza. Questo risulta più chiaro notando che la relazione tra lo spazio descritto nel tempo da una particella che si muove con una velocità uniforme è denotato da Wallis con la formula  s  =  vt , dove  s  è il numero che rappresenta la relazione tra lo spazio descritto e l'unità di lunghezza; mentre gli scrittori precedenti avrebbero denotato la stessa relazione affermando quello che è equivalente alla proposizione s1 : s2 = v1t1 : v2t2. È curioso osservare che Wallis rifiutò come assurda l'idea attuale di ritenere un numero negativo valere meno di nulla, ma accettò che fosse qualcosa di più grande dell'infinito.
Nonostante questo, egli è considerato inoltre colui che ha dato origine all'idea della linea della retta dei numeri, nella quale i numeri sono rappresentati geometricamente in una linea con i numeri positivi che aumentano verso destra e quelli negativi verso sinistra.

## Controversia tra John Wallis e Thomas Hobbes
A partire da Galileo iniziò una nuova prospettiva per la Geometria più empirica rispetto ad una prospettiva più teoretica e tradizionale legata alla impostazione euclidea. Tale prospettiva si sviluppò prima in Italia con i discepoli di Galileo (Bonaventura Cavalieri, Evangelista Torricelli). Lo sviluppo di tale prospettiva si trasferì poi nel Nord Europa e in Inghilterra trovò gli alfieri nella Royal Society e in particolare in John Wallis.
A contrastare questa prospettiva empirica furono, tra gli altri, molti matematici gesuiti, Cristoforo Clavio e Thomas Hobbes.
Tra Thomas Hobbes e John Wallis si sviluppò una controversia sugli infinitesimali e sugli indivisibili. Questa controversia portò allo sviluppo del calcolo infinitesimale.

## Opere
- (LA) John Wallis, Opera mathematica. 1, Oxoniae, Theatrum Sheldonianum Oxford, 1695. URL consultato il 14 giugno 2015.
- (LA) John Wallis, Opera mathematica., Oxonii, Leonard Lichfield, Thomas Robinson, 1656. URL consultato il 14 giugno 2015.
- (LA) John Wallis, Algebra, Oxoniae, Theatrum Sheldonianum Oxford, 1693. URL consultato il 14 giugno 2015.
- John Wallis, Tractatus duo. Prior, de cycloide et corporibus inde genitis. Posterior, epistolaris, Oxoniae, typis Academicis Lichfieldianis, 1659
- John Wallis, Commercium epistolicum de quaestionibus quibusdam mathematicis nuper habitus, Oxoniae, excudebat A. Lichfield, 1658